# Панджшер (футбольний клуб)
Футбольний клуб «Панджшер» (Джалолиддін Румі) або просто «Панджер» (тадж. Клуби футболи «Панджшер» (Ҷалолиддин Румӣ)) — таджицький професіональний футбольний клуб з міста Колхозабад Хатлонської області.

## Хронологія назв
- «Труд».
- «Мехнат».
- 1997 — «СКА-Панджшер».
- 1998-2003 — «Панджшер».
- 2005 — «Мехнат».
- 1998-2003 — «Панджшер».
- 2011 — «Румі».
- 2012-н.в. — «Панджшер».

## Клубні кольори
| Панджшер | Панджшер |

## Історія
Клуб заснований в 1973 році під назвою «Труд», за радянських часів виступав в змаганнях колективів фізкультури.
У 1997 році дебютував у вищому дивізіоні чемпіонату Таджикистану під назвою СКА-«Панджшер», за деякими відомостями отримав місце в чемпіонаті в результаті об'єднання з командою СКА, яка виступала у Вищій лізі в 1995-1996 роках і представляла, за різними даними, Душанбе, Кумсангир або все той же Колхозабад.
З 1998 до 2003 року беззмінно виступав в чемпіонаті під назвою «Панджшер». У 2001 році «Панджшер» завоював срібні медалі чемпіонату, але це був єдиний значний успіх клубу, в інші сезони він займав місця в середині або нижній половині таблиці.
Після сезону 2003 року «Панджшер» покинув вищу лігу, грав у першій лізі в 2005, 2009 і з 2011 року. У 2012 році клуб здобув перемогу в Душанбинській зоні першої ліги і заслужив право знову грати на вищому рівні. Однак в 2013 році «Панджшер» зіграв у вищій лізі лише 5 матчів, в яких набрав 1 очко, після чого відмовився від участі в чемпіонаті. У 2014 році клуб знову бере участь в турнірі першої ліги.

## Стадіон
| Перший матч | Мехнат 1:4 Памір (Душанбе) |

Домашня арена футбольного клубу Панджшер імені Уктама Маматова. Розташований в Хатлонській області районі Джалоліддіна Румі на вулиці Радянська, вміщує 8.500 глядачів. Побудований в 1974 році, в даний момент йде ремонт, дата завершення якого поки не відома.

## Досягнення
- Чемпіонат Таджикистану
  -  Срібний призер (1): 2001.

- Перша ліга
  -  Чемпіон (2): 2012, 2016.

## Статистика виступів у національних турнірах
| Сезон | Ліга | Ліга | Ліга | Ліга | Ліга | Ліга | Ліга | Ліга | Ліга | Кубок Таджикистану | Бомбардир | Бомбардир | Тренер |
| Сезон | Див. | Міс. | Іг.  | В    | Н    | П    | ЗМ   | ПМ   | О    | Кубок Таджикистану | Ім'я      | В лізі    | Тренер |
| ----- | ---- | ---- | ---- | ---- | ---- | ---- | ---- | ---- | ---- | ------------------ | --------- | --------- | ------ |
| 1997  | 1-ша | 10   | 24   | 6    | 5    | 13   | 41   | 44   | 23   |                    |           |           |        |
| 1998  | 1-ша | 6    | 22   | 9    | 4    | 9    | 44   | 39   | 31   | 3                  |           |           |        |
| 1999  | 1-ша | 8    | 22   | 8    | 2    | 12   | 43   | 37   | 32   |                    |           |           |        |
| 2000  | 1-ша | 5    | 34   | 14   | 5    | 15   | 57   | 63   | 47   |                    |           |           |        |
| 2001  | 1-ша | 2    | 18   | 11   | 5    | 2    | 38   | 23   | 38   |                    |           |           |        |
| 2002  | 1-ша | 10   | 22   | 4    | 4    | 14   | 29   | 76   | 16   |                    |           |           |        |
| 2003  | 1-ша | 12   | 30   | 6    | 5    | 19   | 57   | 90   | 23   |                    |           |           |        |
| 20131 | 1-ша | 11   | 5    | 0    | 1    | 4    | 5    | 16   | 1    |                    |           |           |        |

- Панджшер знявся з ліги після 5-ти зіграних матчів.

## Тренерський штаб
| Посада           | Ім'я                 |
| ---------------- | -------------------- |
| Головний тренер  | Тухтабой Абдурахімов |
| Старший тренер   | Бахтияр Хакімов      |
| Тренер воротарів | Хуршед Рахмонов      |
| Лікар            | Міршакар Ширинов     |

## Відомі гравці
- Алішер Додов
- Сафаралі Карімов
- Джамшед Акбаров
- Джамолиддін Зардиєв